# Drottning Viktorias Guldjubileum

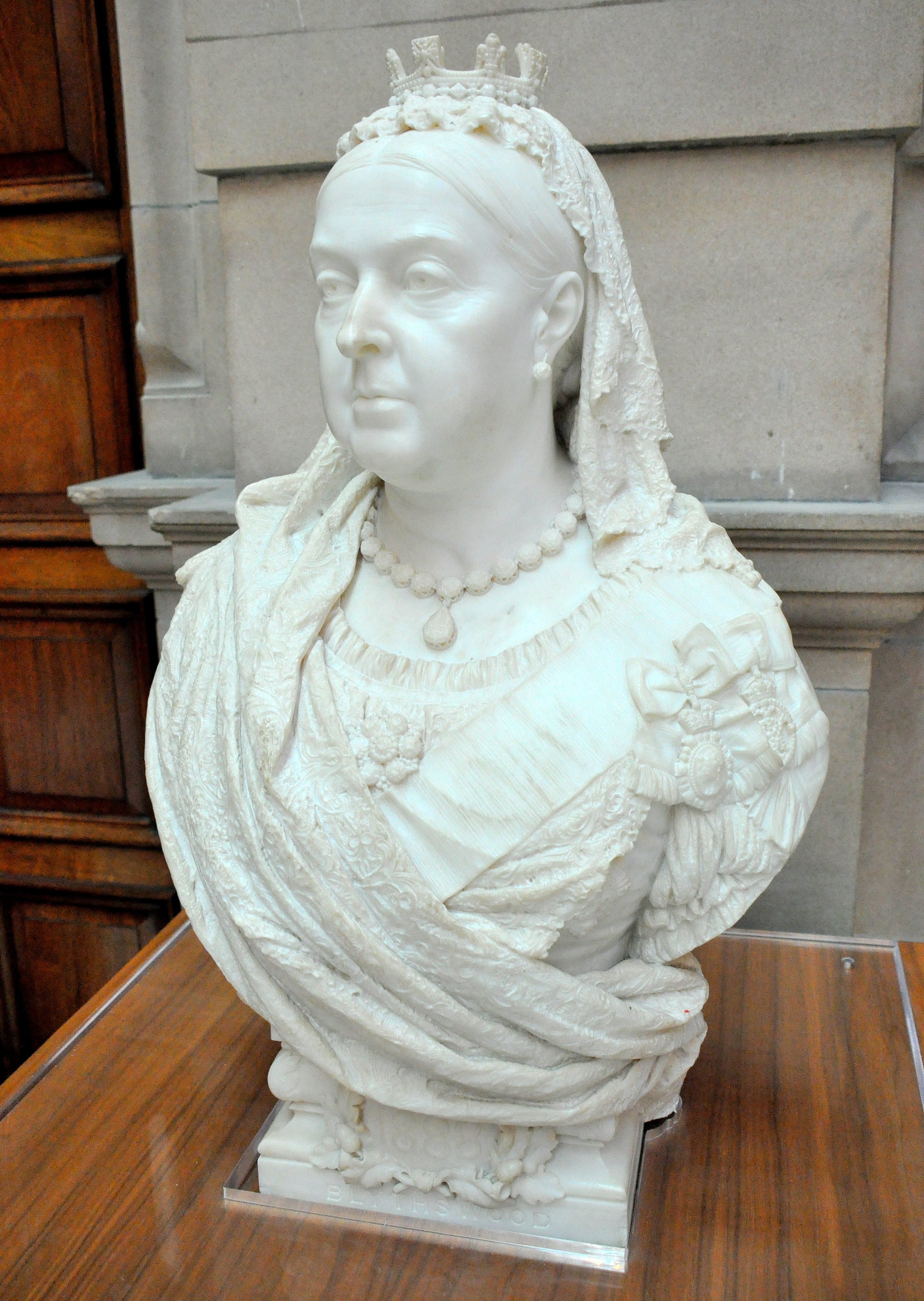
Jubilee bust of Queen Victoria. Francis John Williamson, 1887. Kelvingrove Art Gallery and Museum, Glasgow, UK

Drottning Viktorias Guldjubileum hölls 20 juni 1887, och firade att drottning Viktoria av Storbritannien hade suttit på tronen i femtio år sedan sitt trontillträde 20 juni 1837.

## Shema
En galamiddag följd av en bal hölls 20 juni, där kungligheter från hela världen deltog. Från Sverige deltog kronprins Gustav. Dagen därpå deltog drottning Viktoria i en offentlig procession genom London, eskorterad av indiska kavalleriet, fram till Westminster Abbey, där hon deltog i en gudstjänst. Efter återkomsten till palatset visade hon sig på balkongen och hyllades av allmänheten. Därefter hölls en galabankett. Efter denna mottog hon en procession av diplomater och indiska furstar. Slutligen bevittnade hon fyrverkerier i palatsträdgården.  

## Minnesobjekt
Ett flertal brittiska städer lät uppföra offentliga byggnader för att markera jubileumsåret. 
En jubileumsbyst av drottning Viktoria, Jubilee bust of Queen Victoria, skapades av Francis John Williamson och spreds i det brittiska imperiet. 
Medaljen Queen Victoria Golden Jubilee Medal instiftades och delades ut till jubileets deltagare. 
John Francon Williams utgav The Jubilee Atlas of the British Empire dedikerat till jubileet. 
Jubileet följdes av tio år senare av Drottning Viktorias Diamantjubileum 1897.

## Galleri

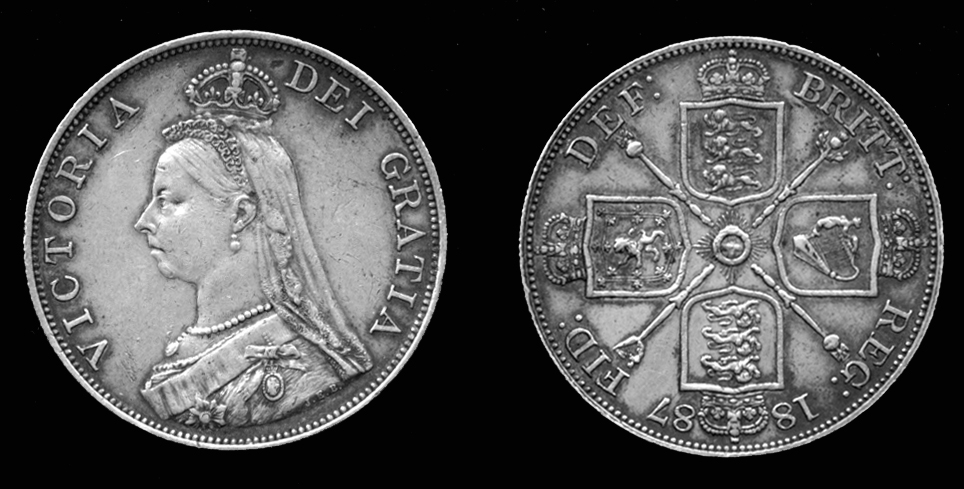
1887 British double florin.
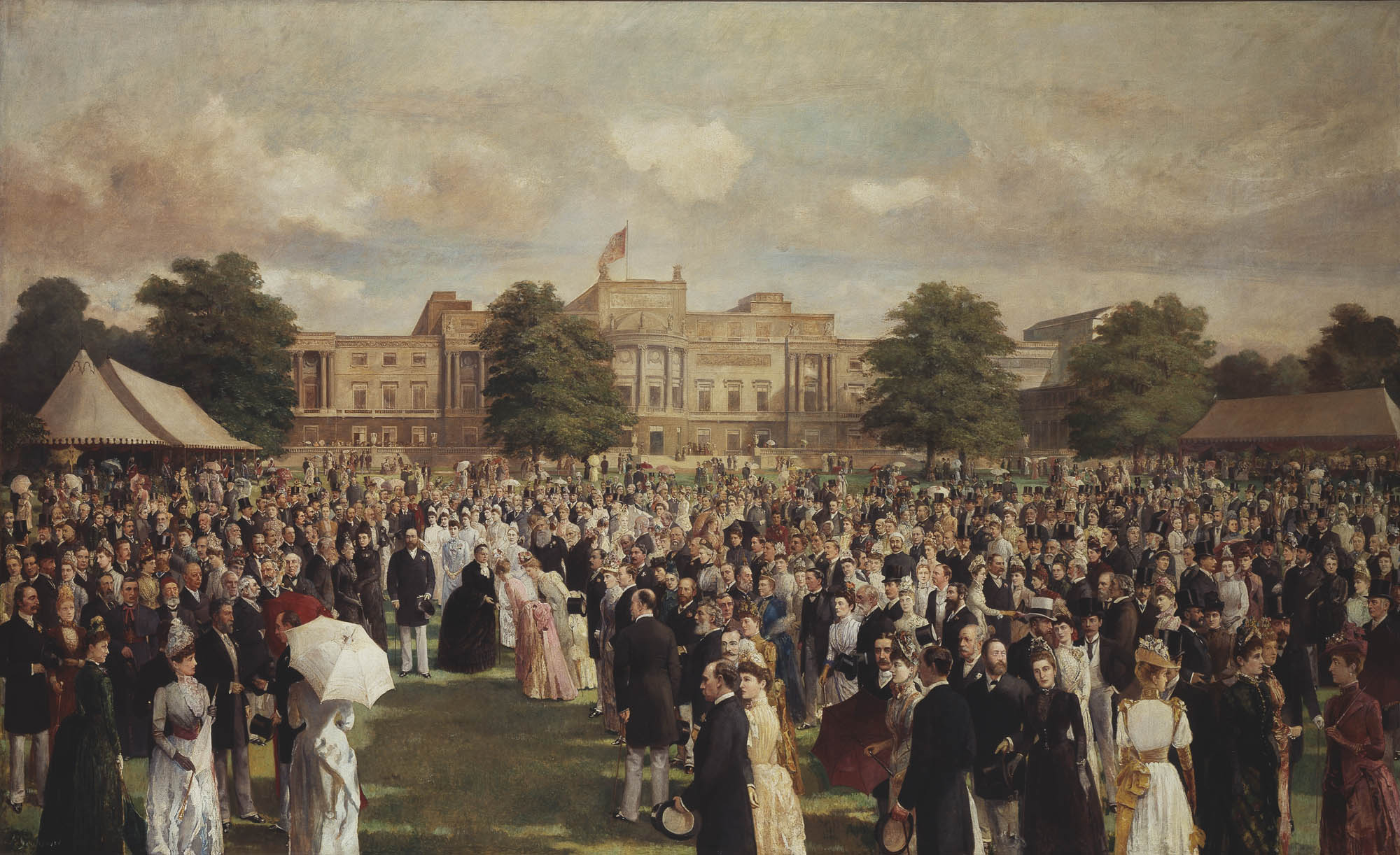
The garden party at Buckingham Palace for Queen Victoria's Golden Jubilee, 1887.
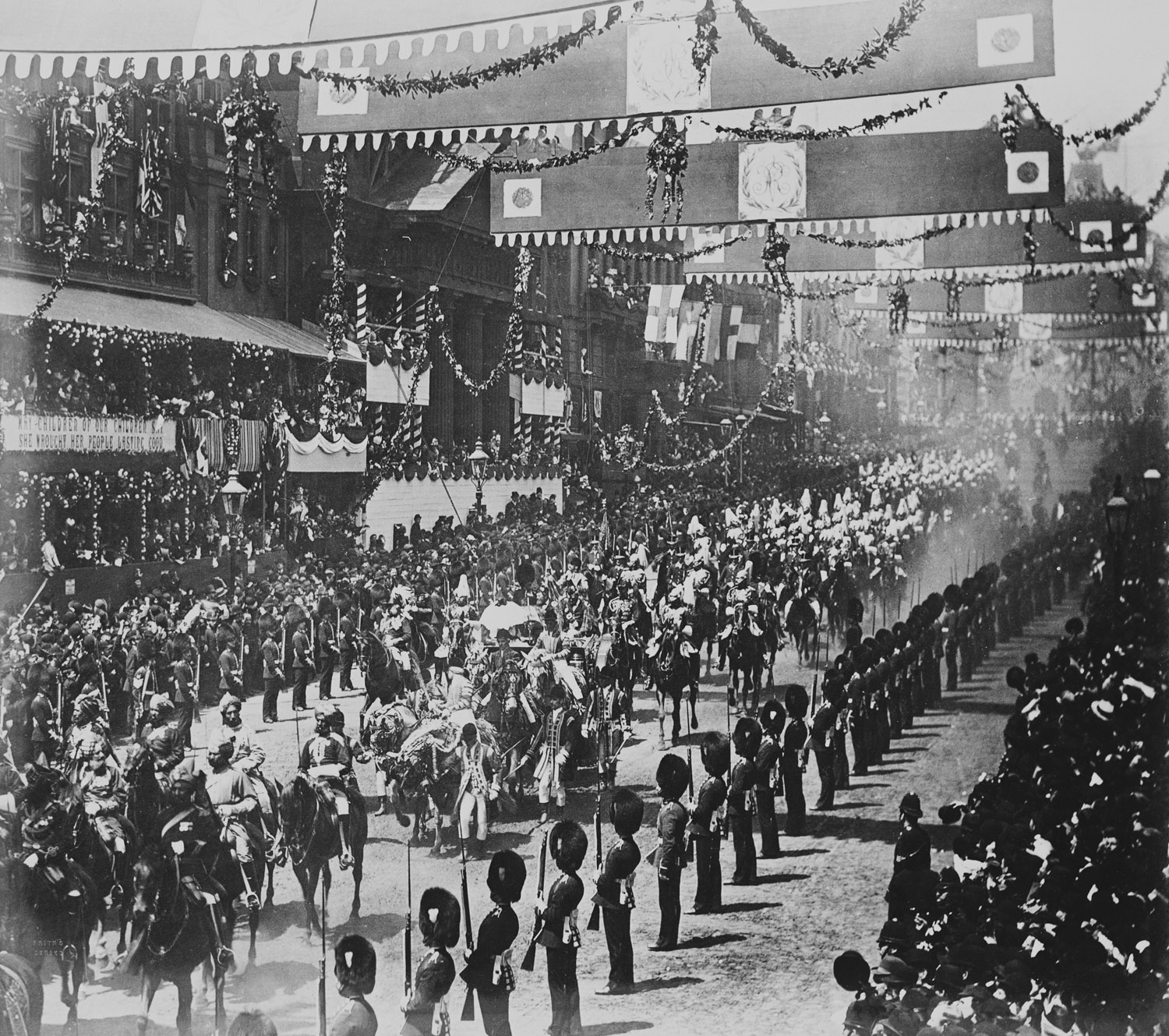
Queen Victoria's procession, 'Her Majesty's carriage', Regent Street.
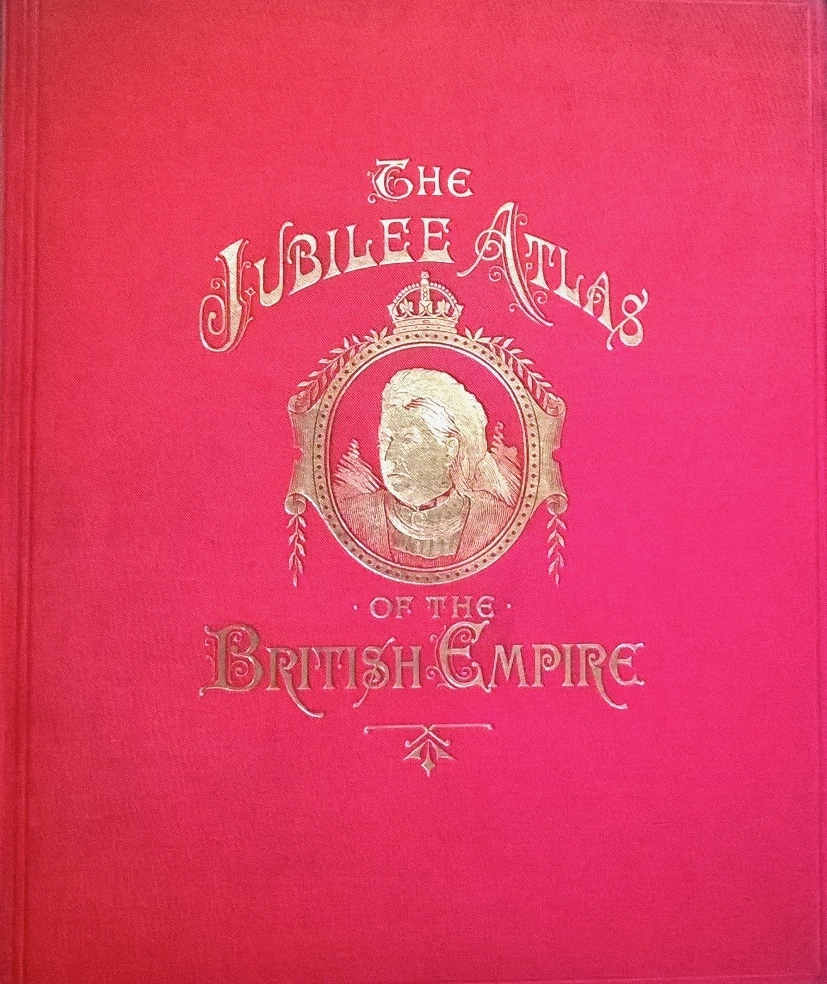
The Jubilee Atlas of the British Empire by J. Francon Williams.
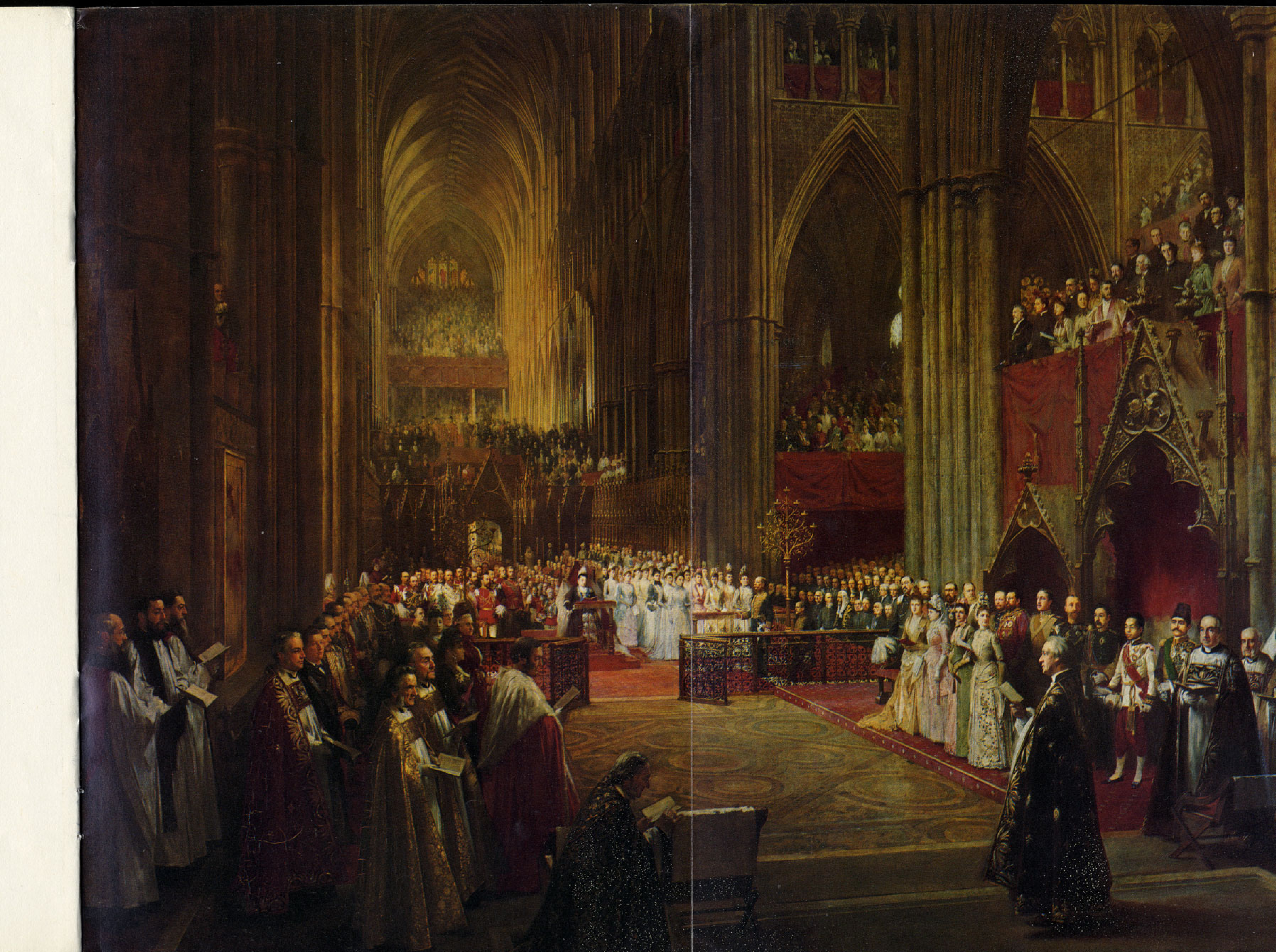
William Ewart Lockhart, Queen Victoria's Golden Jubilee Service, Westminster Abbey, 21 June 1887 (1887–1890, book version).
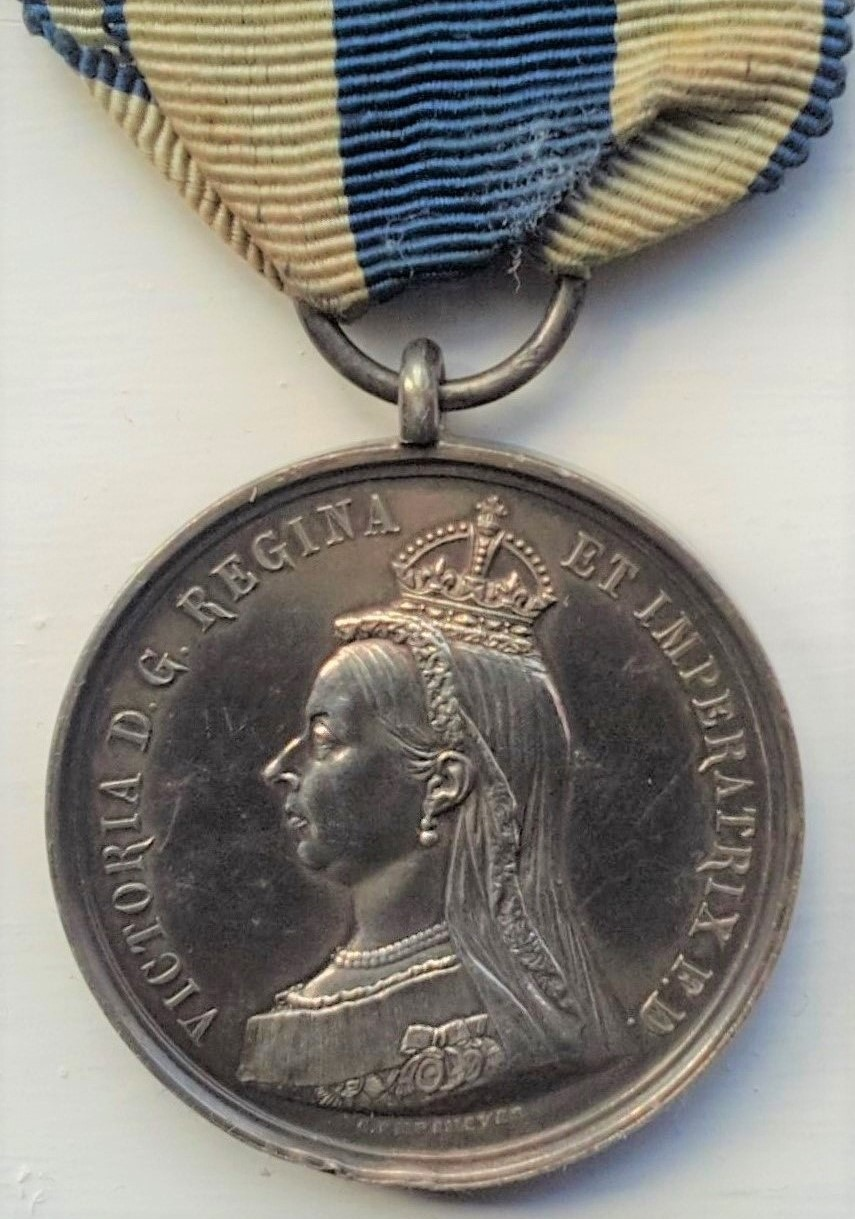
Victoria Jubilee Medal.